# Mitsubishi Attrage
Der Mitsubishi Attrage ist eine Limousine des japanischen Automobilherstellers Mitsubishi, die auf dem Mitsubishi Space Star basiert. Sie ist die Serienversion der Studie G4, die auf der Shanghai Auto Show 2013 vorgestellt wurde. Wie auch der Space Star wird der Attrage in Thailand gebaut. Die Limousine wird auch als Mitsubishi Mirage oder Mitsubishi Mirage G4 verkauft. In Westeuropa wurde das Fahrzeug bis 2018 in Österreich, der Schweiz, Belgien und Luxemburg angeboten, einziger Motor war ein 1,2-Liter-Dreizylindermotor, der 59 kW (80 PS) leistet. Optional war ein stufenloses Getriebe verfügbar. 2020 erfolgte ein Facelift, der Attrage verfügt nun auch über das Mitsubishi-typische Frontdesign Dynamic Shield.

In Mexiko wird das Fahrzeug seit 2015 mittels Badge-Engineering als Dodge Attitude verkauft.

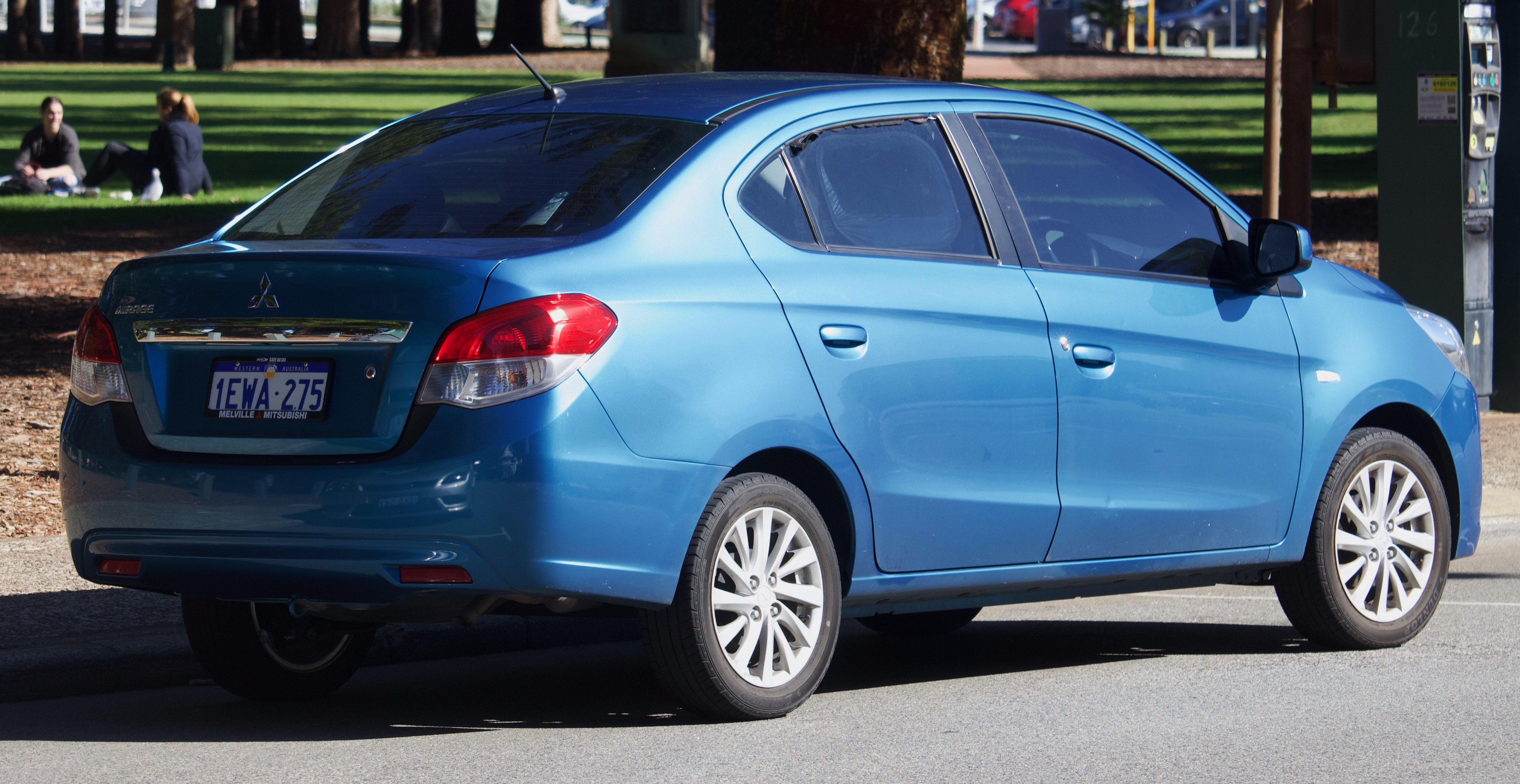
Heckansicht
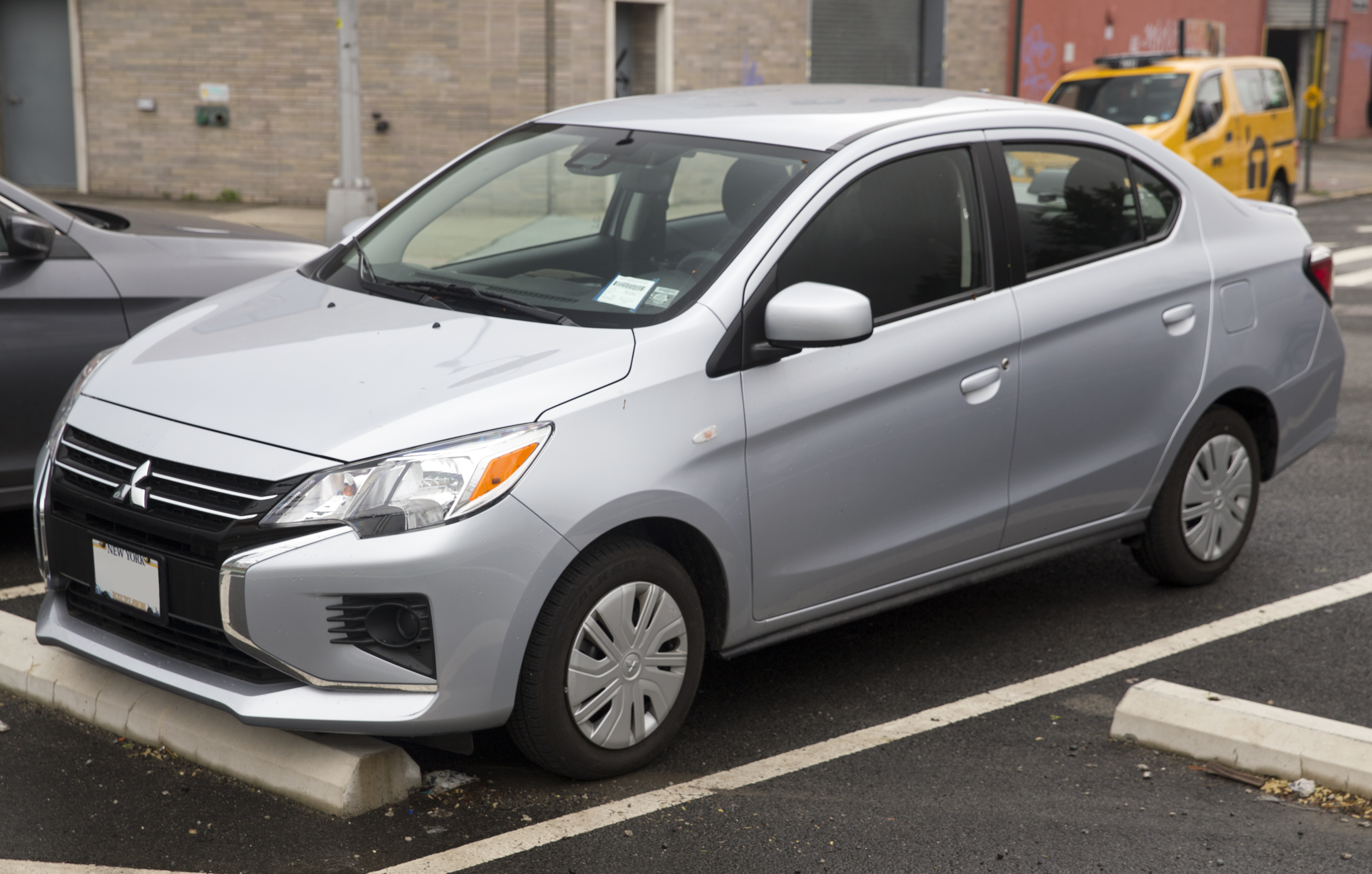
Mirage G4 (seit 2020)
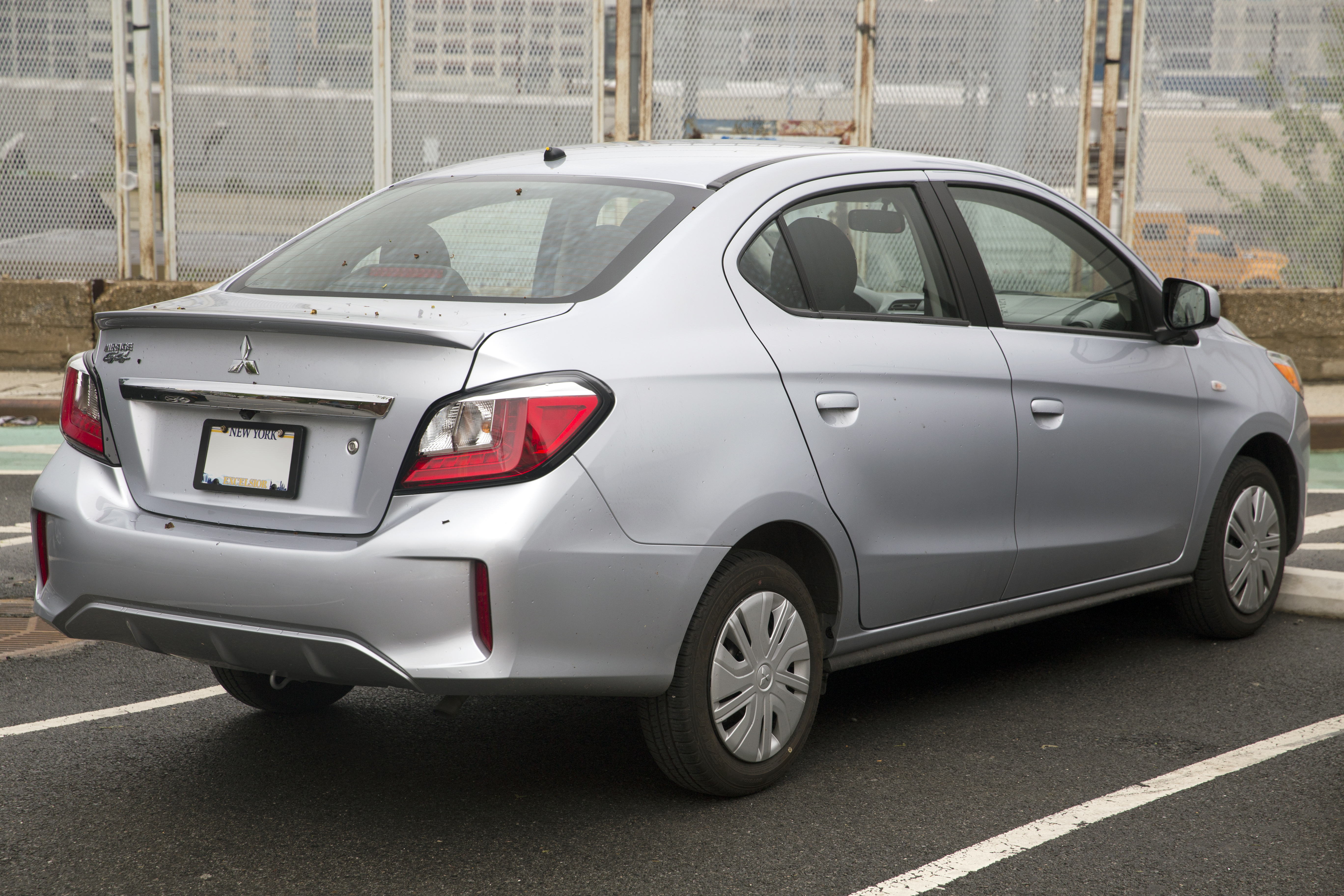
Heckansicht
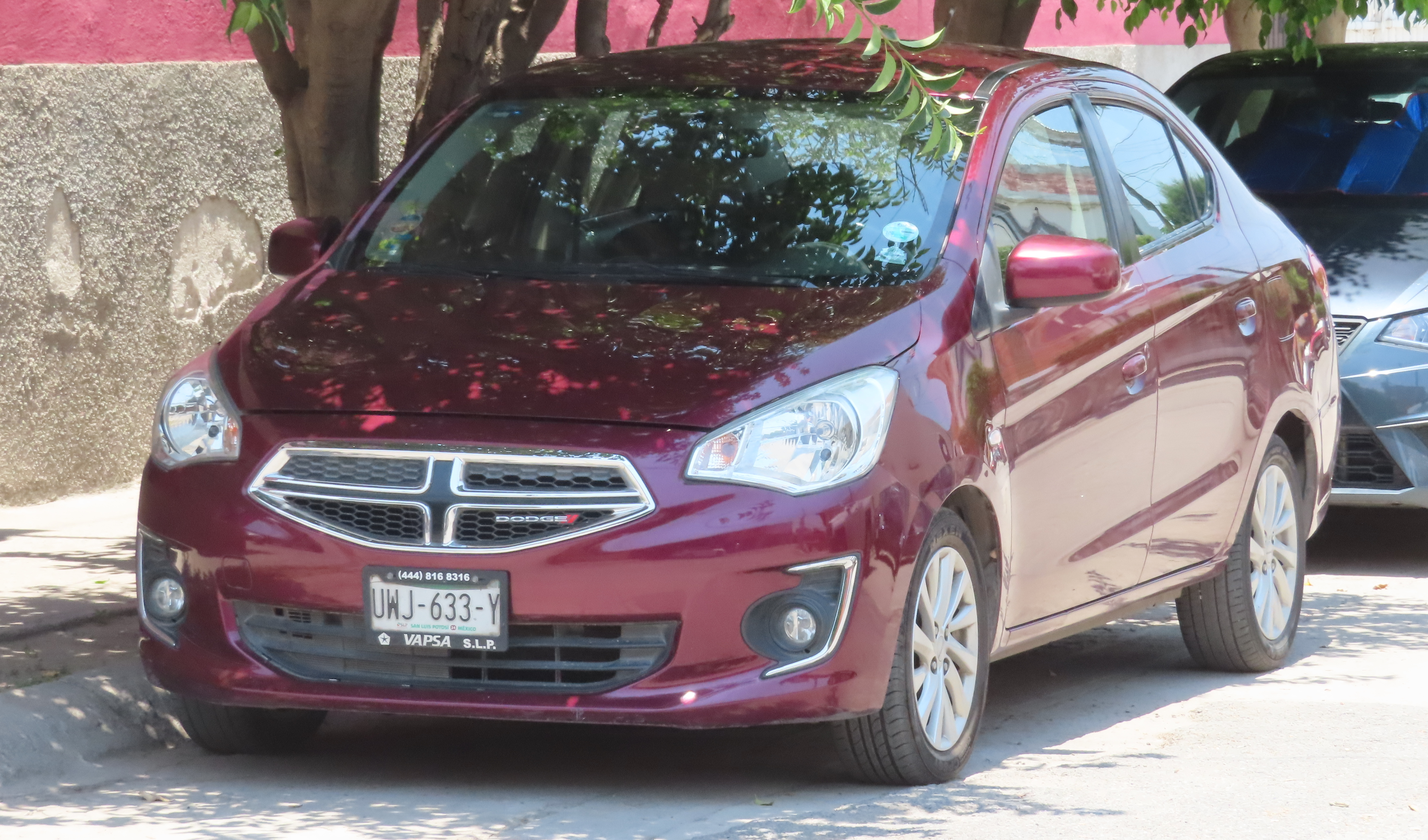
Dodge Attitude

## Technische Daten
|                                             | 1.2 MIVEC             |
| Bauzeitraum                                 | seit 06/2013          |
| Motorkenndaten                              |                       |
| Motortyp                                    | R3-Ottomotor          |
| Hubraum                                     | 1193 cm³              |
| max. Leistung bei min−1                     | 59 kW (80 PS) / 6000  |
| max. Drehmoment bei min−1                   | 106 Nm / 4000         |
| Kraftübertragung                            |                       |
| Antrieb                                     | Vorderradantrieb      |
| Getriebe, serienmäßig                       | 5-Gang-Schaltgetriebe |
| Getriebe, optional                          | Stufenloses Getriebe  |
| Messwerte                                   |                       |
| Höchstgeschwindigkeit                       | 180 km/h (174 km/h)   |
| Beschleunigung, 0–100 km/h                  | 12,0 s (13,3 s)       |
| Kraftstoffverbrauch auf 100 km (kombiniert) | 4,9 l Super           |
| CO2-Emission (kombiniert)                   | 113 g/km              |
| Tankinhalt                                  | 42 l                  |